# Itchinski
L'Itchinski (en russe : Ичинский ou Ичинская сопка ; ISO 9 : Ichinskaya sopka), est un important stratovolcan situé au centre de la péninsule de Kamtchatka, à l'est de la Russie. Avec ses 3 607 mètres d'altitude, il est le point culminant de la chaîne Centrale du Kamtchatka. L'Itchinski est également parmi les volcans du Kamtchatka les plus massifs, avec un volume d'environ 450 km3.
Le volcan est coiffé d'une caldeira sommitale de 3 × 5 km, à l'intérieur de laquelle s'élèvent deux dômes de lave qui atteignent 3 621 mètres d'altitude. Le sommet est recouvert par une importante calotte glaciaire et plusieurs glaciers descendent des flancs du cône. Des fumerolles sortent de la caldeira de manière continue.
Une douzaine de dômes de lave, composés de dacite et de rhyodacite, sont présents sur les flancs du volcan, en dessous de la caldeira. Des coulées de lave de nature basaltique à dacitique recouvrent la partie basse du volcan, certaines mesurant jusqu'à 10–15 kilomètres de long.

L'Itchinski à l'aube.

## Climat
| Mois                                  | jan.       | fév.       | mars     | avril      | mai        | juin      | jui.      | août      | sep.      | oct.       | nov.       | déc.     | année      |
| ------------------------------------- | ---------- | ---------- | -------- | ---------- | ---------- | --------- | --------- | --------- | --------- | ---------- | ---------- | -------- | ---------- |
| Température minimale moyenne (°C)     | −14,8      | −15        | −11      | −5,4       | 0,3        | 5,3       | 9,3       | 10,1      | 6,9       | 1,4        | −5,9       | −12,5    | −2,6       |
| Température moyenne (°C)              | −11,2      | −11,2      | −7,4     | −2,4       | 2,7        | 7,4       | 11,3      | 12,1      | 9,5       | 3,9        | −3         | −9       | 0,2        |
| Température maximale moyenne (°C)     | −7,8       | −7,5       | −3,7     | 0,6        | 5,7        | 10,2      | 14        | 14,7      | 12,1      | 6,5        | −0,3       | −5,7     | 3,2        |
| Record de froid (°C) date du record   | −36,1 1954 | −35,1 1966 | −31 2010 | −26,7 1955 | −10,7 1985 | −2,3 1982 | 1,1 1982  | −0,8 1967 | −3,9 1949 | −12,6 2004 | −23,9 2009 | −30 1993 | −36,1 1954 |
| Record de chaleur (°C) date du record | 7,6 2020   | 6,6 1985   | 8,4 1995 | 13,8 2013  | 19,8 1989  | 25,6 2016 | 30,1 2011 | 27,8 1969 | 25,4 2011 | 19,4 1973  | 13 2006    | 8,8 2010 | 30,1 2011  |
| Ensoleillement (h)                    | 84         | 118        | 183      | 170        | 159        | 156       | 132       | 128       | 141       | 83         | 51         | 53       | 1 458      |
| Précipitations (mm)                   | 19         | 18         | 21       | 18         | 38         | 37        | 54        | 84        | 72        | 77         | 61         | 30       | 529        |
| Nombre de jours avec précipitations   | 12,6       | 10         | 11,9     | 12,3       | 11         | 11,3      | 14,3      | 15,8      | 15,3      | 21,1       | 21,8       | 16,6     | 174        |

| Diagramme climatique                                  |           |           |           |          |           |         |            |           |          |            |             |
| J                                                     | F         | M         | A         | M        | J         | J       | A          | S         | O        | N          | D           |
| −7,8−14,819                                           | −7,5−1518 | −3,7−1121 | 0,6−5,418 | 5,70,338 | 10,25,337 | 149,354 | 14,710,184 | 12,16,972 | 6,51,477 | −0,3−5,961 | −5,7−12,530 |
| Moyennes : • Temp. maxi et mini °C • Précipitation mm |           |           |           |          |           |         |            |           |          |            |             |

### Sources et bibliographie
- (ru + en) Aleksandr Evgenevich Sviatlovskii, Atlas of Volcanoes of the USSR [« Aтлас Вулканов СССР »], Moscou, Izd-vo Akademii nauk SSSR,‎ 1959, 176 p.
- (ru + en) S. A. Fedotov et Yu. P. Masurenkov, Active Volcanoes of Kamchatka [« Действующие Вулканы Камчатки »], Moscou, Izd-vo Nauka,‎ 1991, vol. 1, 304 pp. et vol. 2, 416 pp (ISBN 5-02-003377-4)